# Cantonul Conlie
Cantonul Conlie este un canton din arondismentul Mamers, departamentul Sarthe, regiunea Pays de la Loire, Franța.

## Comune
| Comune                    | Populație (1999) | Cod poștal | Cod INSEE |
| ------------------------- | ---------------- | ---------- | --------- |
| Bernay-en-Champagne       | ...              | 72240      | 72033     |
| La Chapelle-Saint-Fray    | ...              | 72240      | 72066     |
| Conlie                    | ...              | 72240      | 72089     |
| Cures                     | ...              | 72240      | 72111     |
| Degré                     | ...              | 72550      | 72113     |
| Domfront-en-Champagne     | ...              | 72240      | 72119     |
| Lavardin                  | ...              | 72240      | 72157     |
| Mézières-sous-Lavardin    | ...              | 72240      | 72197     |
| Neuvillalais              | ...              | 72240      | 72216     |
| Neuvy-en-Champagne        | ...              | 72240      | 72219     |
| La Quinte                 | ...              | 72550      | 72249     |
| Ruillé-en-Champagne       | ...              | 72240      | 72261     |
| Sainte-Sabine-sur-Longève | ...              | 72380      | 72319     |
| Saint-Symphorien          | ...              | 72240      | 72321     |
| Tennie                    | ...              | 72240      | 72351     |